# Hôpital juif de Hambourg

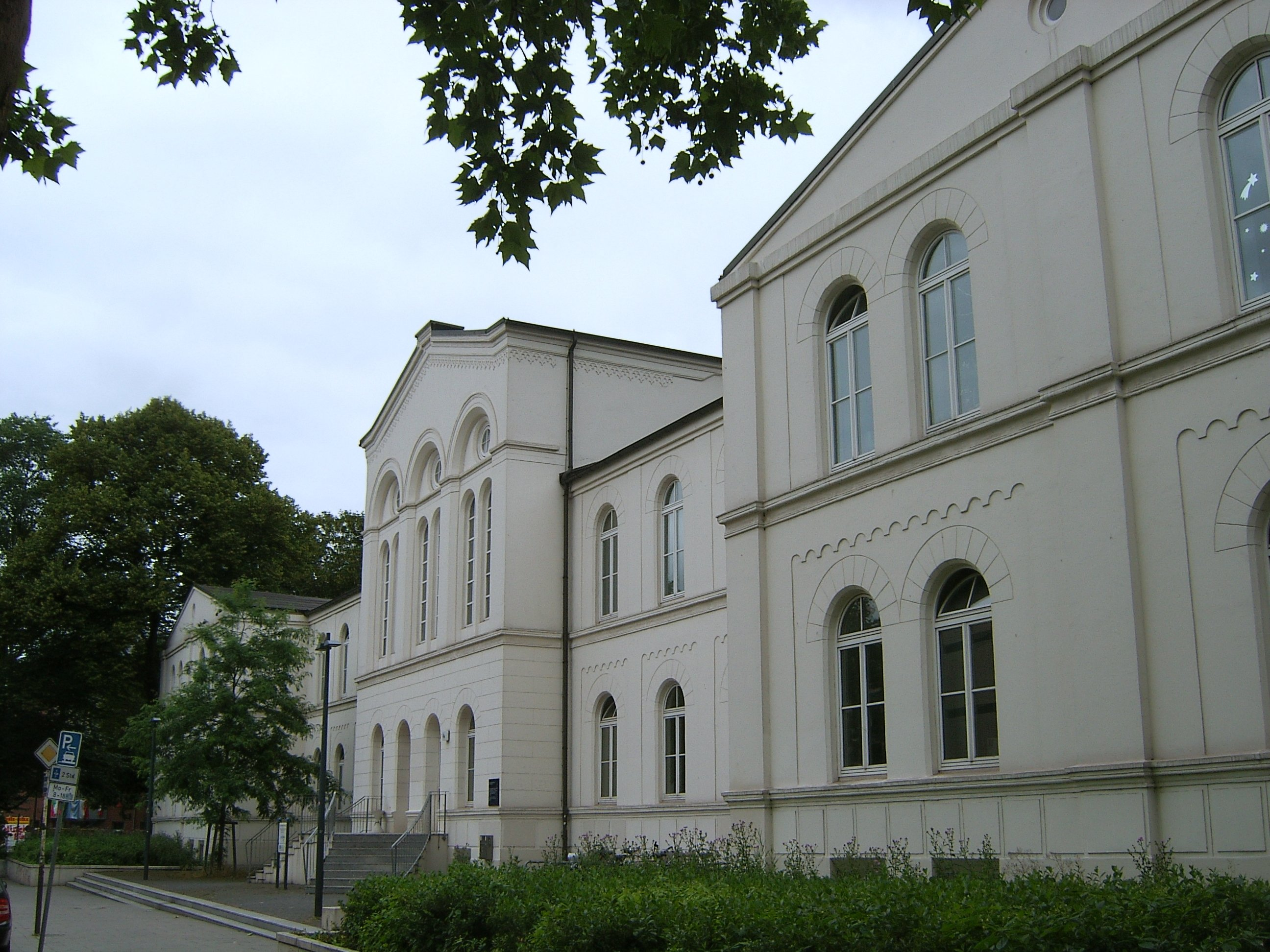
L'hôpital juif de Hambourg.

L'Hôpital juif de Hambourg ou Hôpital Salomon Heine de Hambourg((de)Israelitisches Krankenhaus Hamburg)), est un hôpital financé par le banquier juif Salomon Heine, un oncle de Heinrich Heine. L'institution ouvre ses portes en 1843.

## Histoire
L'Hôpital Salomon Heine de Hambourg ouvre ses portes en 1843. Il est hôpital financé par le banquier juif Salomon Heine, un oncle de Heinrich Heine,,.